# 壮锦

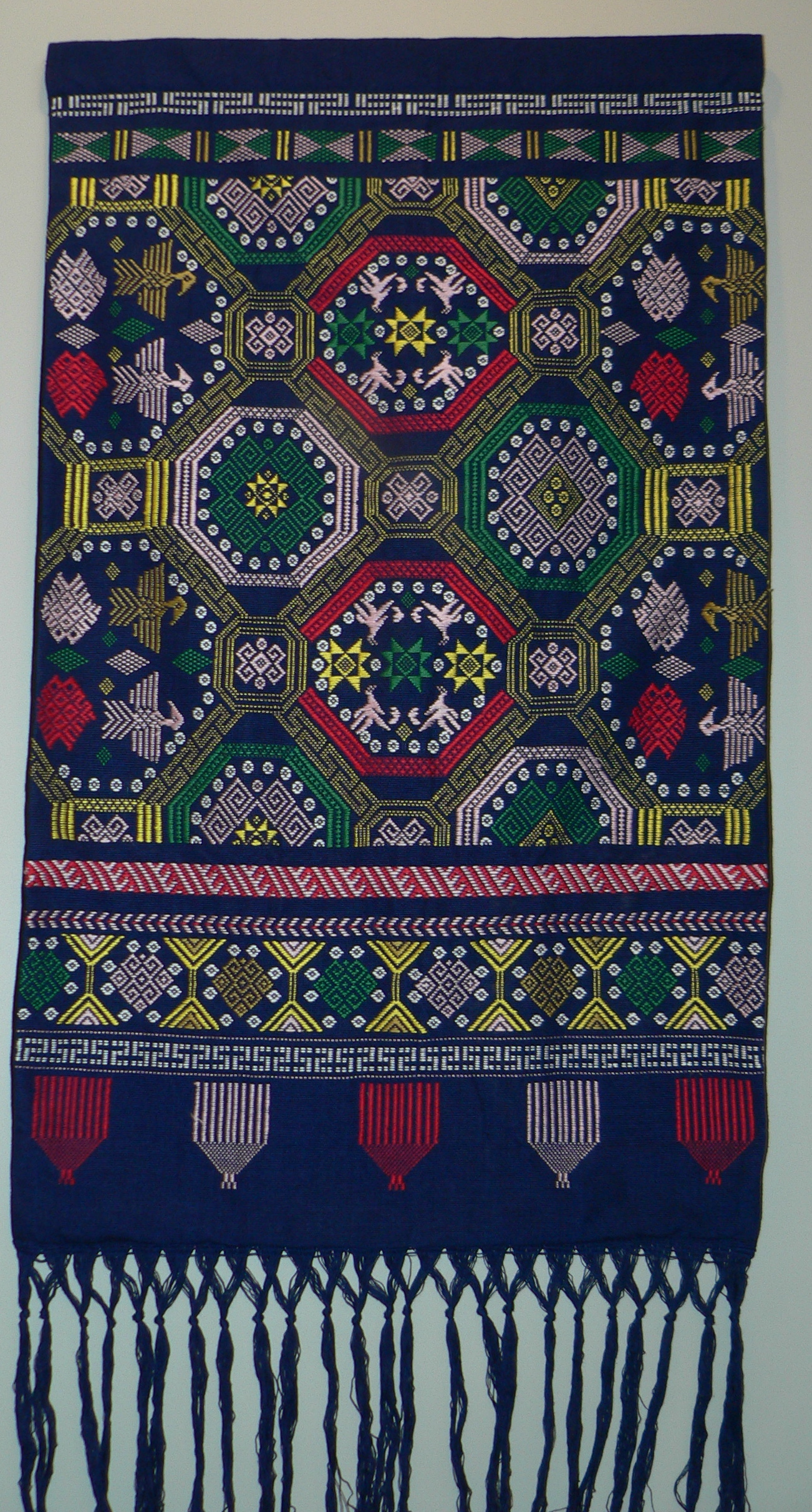
壮锦

壮锦是中国壮族的特色手工织锦。色彩艳丽、风格粗犷，极有民族特色，在壮族民众中使用非常多，《广西通志》记载“壮锦各州县出，壮人爱彩，凡衣裙巾被之属莫不取五色线……”

## 织造工艺
以棉线或麻线为主，按经纬平纹使用手工织机交织制成底布，用真丝线做彩纬织入起花，彩纬可以在底布的正反两面形成对称的花纹，并将底布完全覆盖。

## 图案
和云贵其他民族特色织物类似，采用较粗的锦线和艳丽的色彩，所以有强烈对比和浓艳的色彩，而且风格粗犷大方，花纹多为几何图案，以菱形为主。也有用多种彩线挑纬织出复杂的图案，《广西通志》记载“织布为花鸟状，远观颇工巧绚丽，近视则粗……”

## 应用
壮族织锦用做衣裙、被面、包布台布等家用用途。因为粗犷艳丽的色彩，也受现代时尚人群的喜爱，虽然不会象壮族人一样大面积使用，但在很多中国风格的服装中都能看到壮族织锦风格。